# 汉喃
汉喃（越南语：／?），或漢喃文，指的是越南傳統的本民族語言文書系統，由漢字和本民族文字的喃字（越南语：／?）混合使用來表記越南語。

## 特點
由於喃字屬于意音文字，而不是單純的表音文字，因此即使喃字產生以后，也無法用喃字表記越南語言中從古漢語傳入的漢越詞部分，這也是作為越南民族文書系統的漢喃文仍舊混用漢字的原因。而與其不同的是，由于同屬于漢字文化圈的朝鮮半島、日本、琉球的民族文字諺文、假名是完全的表音文字，它們不僅可以表記本民族的固有詞彙，也可以透過本地漢字音來表記本民族語言中的漢源詞部分，因此，諺文專用和假名專用在理論上都是可能的。現在，韓國多采用諺文專用加少許漢字使用（朝鮮則完全不使用漢字），日本則將假名和保存了一定數量的漢字混合使用。從文字組成上來看，日本的「漢字假名混寫文」、朝鮮半島的“國漢混用文”與越南的“漢喃文”，都是本民族文字與漢字混合使用。

## 歷史
漢喃文的最早出現時間尚無定論。近代，由于法國殖民者入侵越南并大力普及以羅馬字為基礎的簡易拼音文字國語字，到20世紀中前期，傳統的本民族語言文書系統的漢喃文逐漸被越南國語字文所取代。

## 地位
歷史上，越南共出现过三种被廣泛使用的文书系统，包括：
- 汉文（文言文）
- 汉喃文
- 国语字文

汉文（越南语：／），即文言文，是越南封建时代官方的主要采用的文书系统，贵族、知识分子也多使用汉文写作。汉文（文言文）也是古代東亞諸國的共通文書系統，在中國、朝鮮半島、日本也同樣被使用。然而，它完全由漢字組成，與越南本民族的越南語差異較大，在書面上與越南人的口語上難以一致。
喃字最晚在13世紀被發明。喃字的出現，完成了越南語書面文同口語的統一，表記越南語的漢喃文也因此出現。漢喃文的出現，加快了越南國語文學的發展，很多優秀的文章也多也以漢喃文寫作，如15世紀的阮廌創作不少漢喃詩歌流傳至今。越南文學在18世紀迎來了一個高峰，涌現了阮攸的漢喃文著作《金雲翹傳》以及胡春香的漢喃詩等。由于是用漢喃文寫作，便于越南人理解記憶，這些文學作品在越南民間以口頭的形式廣泛流傳。
另一方面，表記越南本民族語言的漢喃文出現以后，官方的正式文書仍然多沿用漢文。其中的一個例外是胡朝（1400年－1407年）時，漢文被暫時廢止，官方啟用漢喃文。然而，在後來的安南屬明時期，漢喃文暫時失去了官方地位。黎朝時，漢喃文成為了社會異見的首選傳播媒介，黎朝政府因此在1663年、1718年和1760年頒文禁止漢喃文的使用。漢喃文最后一次被越南官方采用是在西山朝（1788年－1802年）。但在後來的阮朝，漢喃文的官方地位再次丟失。阮朝（1802年－1945年）的開國皇帝嘉隆帝阮福映未登基前曾支持使用喃字和漢喃文，但他掌權後即開始采用漢文。
19世紀下半葉以來，法國殖民者開始禁止阮朝官方文書漢文（文言文）的使用，并廢除了1915年以及1918年至1919年的科舉考試。漢字、漢文地位的降低，也導致了與漢字關係緊密的喃字的地位下降（DeFrancis 1977:179）。在20世紀上半葉，喃字和漢喃文逐漸沒落，而法國殖民者推行的拼音化文字國語字和國語字文開始標準化并在越南通行。

## 著名的漢喃文作品
- 金雲翘传 - 阮攸
- 国音诗集 - 阮廌
- 春香诗集 - 胡春香
- 征婦吟曲（PDF版 - 院越學（越學院） （页面存档备份，存于）） - 段氏点
- 宫怨吟曲 - 阮嘉韶
- 花箋傳
- 蓼雲仙-阮廷炤

## 外部連結
- [http://www.soccer-cjkv.com/hn/wi/index.php/%E5%BC%B5%E6%AD%A3